# Dykes’ Magic City Trio
Dykes’ Magic City Trio war eine US-amerikanische Old-Time-Gruppe.

## Geschichte
Fiddler und Bandleader John Riley Dykes wurde 1868 geboren und arbeitete lange Zeit in den Minen des Wise Countys, Virginia. Bereits in dieser Zeit war er als äußerst talentierter Fiddler bekannt. Mitte der 1920er-Jahre verließ er die Minen und zog nach Kingsport, Tennessee. Um 1925 gründete er Dykes’ „Magic City“ Trio, dass neben ihm aus Myrtle Vermillion und G.H. „Hub“ Mahaffey bestand. Vermillion wurde 1901 im Scott County, Virginia, geboren und lernte als Jugendliche Autoharp zu spielen. Sie war eine Cousine Sara Carters, die als Mitglied der Carter Family berühmt wurde. Sänger und Gitarrist Hub Mahaffey stammte aus Norton, zog in den 1920er-Jahren aber nach Kingsport, wo er als Zimmermann arbeitete. Dykes benannte seine Band nach Kingsport, der „Magic City“.
Das Trio spielte in der Umgebung auf zahlreichen Barn Dances und anderen Veranstaltungen. Im Februar 1927 kam das Plattenlabel Brunswick Records nach Norton, wo das Unternehmen im Hotel Norton Old-Time-Musiker aus der Umgebung zum Vorspiel einlud. Dock Boggs, der mit Dykes aufgetreten war, überzeugte ihn davon, sich ebenfalls dort zu melden und die Gruppe erhielt daraufhin eine Einladung, im März nach New York City zu kommen.

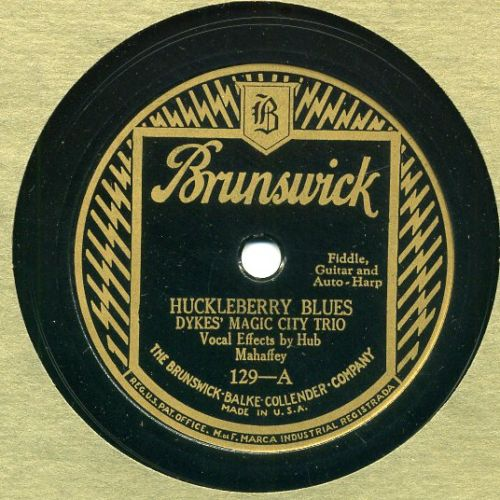
Huckleberry Blues, 1927

Zusammen mit Boggs reiste Dykes‘ Trio nach New York, wo sie zwischen dem 9. März und dem 11. März 1927 14 Stücke einspielten. Ein großer Teil der Aufnahmen bestand aus traditionellen Melodien wie Cotton Eyed Joe, Ida Red oder Huckleberry Blues, für die Dykes bekannt war. Zudem nahm die Gruppe zwei Balladen, Frankie und Poor Ellen Smith, sowie zwei religiöse Lieder auf. Bei Twilight is Stealing unterstützte sie Dock Boggs als Hintergrundsänger. Obwohl Brunswick zufrieden war und sich die Platten gut verkauften, kam für Dykes‘ Magic City Trio nie eine zweite Session zustande.
Bis 1932/1933 blieb die Band zusammen, trennte sich dann jedoch, da Vermillion eine Familie gründete und keine Zeit mehr für Musik hatte. Mahaffey blieb im Musikgeschäft und spielte bis in die 1960er-Jahre mit verschiedenen lokalen Bands. Er starb um 1984. John Dykes nahm weiterhin an Fiddle Contests teil und spielte von Zeit zu Zeit bei Square-Dance-Veranstaltungen. Er starb 1938, entgegen der weitläufig verbreiteten Annahme Charles K. Wolfes, dass Dykes Ende der 1940er-Jahre starb.

## Diskografie
Brunswick 126 wurde auch auf Vocalion Records veröffentlicht.
| Jahr              | Titel                                            | #   | Anmerkungen                           |
| ----------------- | ------------------------------------------------ | --- | ------------------------------------- |
| Brunswick Records |                                                  |     |                                       |
| 1927              | Cotton Eyed Joe / Tennessee Girls                | 120 |                                       |
| 1927              | Shortening Bread / Ida Red                       | 125 |                                       |
| 1927              | Callahan’s Reel / Red Steer                      | 126 | auch auf Vocalion 5181 veröffentlicht |
| 1927              | Franke / Poor Ellen Smith                        | 127 |                                       |
| 1927              | Golden Slippers / Hook and Line                  | 128 |                                       |
| 1927              | Huckleberry Blues / Free Little Bird             | 129 |                                       |
|                   | Twilight Is Stealing / Far Beyond the Starry Sky | 130 |                                       |